# 狗牙花属
狗牙花属（学名：Ervatamia）是夹竹桃科下的一个属，为灌木或乔木植物。该属共有约120种，分布于亚洲及大洋洲的热带地区。Ervatamian属现称为狭义的狗牙花属，而现在的接受名为Tabernaemontana L., 1753 。